# Miyagi Chōjun
Miyagi Chōjun (宮城 長順 (Cung-Thành Trường-Thuận)/ みやぎ ちょうじゅん 25 tháng 4 năm 1888 - 08 tháng 10 năm 1953) là một võ sư người Okinawa, người thành lập trường phái karate Gōjū-ryū bằng việc phối hợp phong cách võ thuật Okinawa và Trung Hoa.

## Tuổi trẻ và luyện tập
Võ sư Miyagi được sinh ra ở Higashimachi, Naha, Okinawa vào ngày 25 tháng 4 năm 1888. Miyagi bắt đầu học Karate-do khi chín tuổi (hoặc mười bốn)  . Đầu tiên ông học võ thuật từ Ryuko Aragaki, người sau đó đã giới thiệu anh với Kanryo Hig Fashionna (Higaonna Kanryō) khi Miyagi 14 tuổi. Dưới sự dẫn dắt của người thầy mới, Miyagi trải qua một thời gian tập luyện dài và vất vả. Việc luyện tập của Miyagi với người thầy này bị gián đoạn 2 năm vì ông phải thực hiện nghĩa vụ quân sự từ năm 1910–1912, tại Miyakonojō, Miyazaki.

## Luyện tập tại Trung Quốc
Vào tháng 5 năm 1915, trước cái chết của Higaonna, Miyagi đã tới tỉnh Phúc Kiến. Trong chuyến đi đầu tiên này, ông cùng đi với Eisho Nakamoto. Sau khi Kanryo Higaonna chết(Tháng 10 năm 1915) ông thực hiện chuyến đi thứ 2 đến Foochow với Gokenki. Trong lần đi này, ông có học tập một vài môn võ truyền thống Trung Hoa(Một số nguồn nói rằng ông học võ Thiếu Lâm Kung Fu ở Fuzhou, dù một số tư liệu cho thấy võ thuật Nam Thiếu Lâm đã hoàn toàn biến mất do sự đàn áp của chính quyền nhà Thanh 300 năm trước khi ông đến, và ngày nay Chùa Thiếu Lâm Phúc Châu đã được xây dựng lại theo một bộ phim.) Trong chuyến đi thứ 2 này ông thấy được hình thức Rokkishu(một tập hợp những bài luyện tập tay hơn là một bài quyền chuẩn, nhấn mạnh sự xoay tròn cẳng tay và cổ tay để thực hiện kỹ thuật công và thủ một cách hiệu quả), chiêu thức về sau ông biến đổi ít nhiều trong bài quyền Tensho. Từ việc kết hợp các hệ thống này, với truyền thống võ thật Okinawan, một hệ thống quyền mới được tạo ra. Tuy nhiên, đến tận năm 1929 thì Chojun Miyagi mới đặt tên cho hệ thống này là Gōjū-ryū, nghĩa là "phong cách nhu cương phối hợp.".

## Trở về Nhật Bản
Sau vài tháng ở Trung Quốc, Chōjun Miyagi trở về Naha nơi ông mở một võ đường. Ông dạy ở đó nhiều năm. Bên cạnh danh tiếng của mình, thành tựu lớn nhất của ông là sự phổ biến và hệ thống phương pháp giảng dạy karate. Nhận thấy sự dẫn dắt của ông trong việc phổ biến karate ở Nhật, hệ phái của ông, Goju-ryu, trở thành hệ phái đầu tiên được công nhận chính thức bởi Dai Nippon Butokukai. Ông đưa bộ môn karate vào ngành cảnh sát Okinawa, trường trung học và các ngành khác trong xã hội. Ông điều chỉnh và phát triển thêm bài quyền Sanchin - mang phong cách cương của Goju, và sáng tạo bài quyền Tensho – mang phong cách nhu. Những bài quyền này được cho là chứa điều căn bản của Goju-ryu. Bài quyền tối cao, Suparinpei, được cho là chứa toàn bộ tinh túy của Goju-ryu. Shisochin là bài quyền tâm đắc của Miyagi vào những năm cuối đời của ông. Bài Tensho chịu ảnh hưởng từ bài Ryokushu mà ông học hỏi từ người bạn lâu năm Gokenki. Với mục đích sáp nhập nhiều hệ phái karate đang thịnh hành thời điểm đó (xem Gichin Funakoshi cho các tác phẩm của ông ở Nhật Bản), ông cũng sáng tạo nhiều bài quyền tương tự Shurite như Gekisai Dai Ichi và Gekisai Dai Ni năm 1940, lấy những kĩ thuật từ bài cao hơn(đặc biệt là bài Suparinpei, và những đòn đỡ thượng đẳng ít dùng trong Goju-ryu thời điểm đó) và gộp chúng thành một bài ngắn hơn. Mọi người nói rằng ông tạo bài quyền này để lấp đầy khoảng trống của 2 bài Sanchin và Saifa với những thế phức tạp hơn so với bài Sanchin.

## Qua đời và di sản
Miyagi bị đau tim lần đầu tiên vào năm 1951, và qua đời tại Okinawa ngày 8 tháng 10 năm 1953 khi bệnh tái phát lần 2. Một số học trò nổi bật của Miyagi là Seko Higa(Cũng là môn đồ của Kanryo Higaonna), Miyazato Ei'ichi(người sáng lập võ đường Jundokan), Meitoku Yagi(sáng lập võ đường Meibukan, người sau này sử dụng hệ thống trang phục và đai đẳng(obi) của gia tộc Miyagi), Seikichi Toguchi(tổ sư trường phái Shorei-kan Goju-ryu) và tại trung tâm Nhật Bản là Gōgen Yamaguchi người sáng lập tổ chức International Karate do Goju Kai Association và sau này cùng luyện tập với Miyagi, trở thành đại diện của Gōjū-ryū tại Nhật. Sau này, Gōgen Yamaguchi cũng dành nhiều thời gian nghiên cứu Kata với Meitoku Yagi. Ông cũng rèn luyện nhiều võ sinh khác, những người cũng tự sáng lập nên trường phái của họ, như Seigo Tada(Người sáng lập Seigokan) và Shimabuku Tatsuo(tổ sư trường phái Isshinryu).

## Người kế vị
Năm 1952, võ sư Chojun Miyagi trao quyền lại cho Meitoku Yagi(người học trò của ông từ năm 1926) để mở một võ đường. Võ sư Meitoku Yagi cũng là học trò duy nhất được trao quyền này. Những năm sau, ngày 8 tháng 10 năm 1953 Chojun Miyagi bất ngờ qua đời mà không chính thức trao quyền cho người kế nghiệp. Những cuộc tranh luận diễn ra về việc võ sư Meitoku Yagi được sắp đặt là võ sinh cao cấp duy nhất được phép mở võ đường goju-ryu ở Okinawa, nhưng nhiều võ sinh thấp hơn yêu cầu hay cố chọn ra người kế vị khi Miyagi không còn. Cuối cùng năm 1963, gia đình Chojun Miyagi chính thức công bố chọn võ sư Meitoku Yagi như người kế nghiệp của Goju-Ryu Okinawa. Yagi cũng được trao võ phục và đẳng cấp của Chojun Miyagi.
.

## Trong văn hóa quần chúng
Nhân vật ông Miyagi trong loạt phim Karate Kid, được viết bởi một võ sinh Goju Ryu của Toguchi - Kayo Ong, Robert Mark Kamen được truyền cảm hứng từ Chōjun Miyagi.